# Justus van Egmont

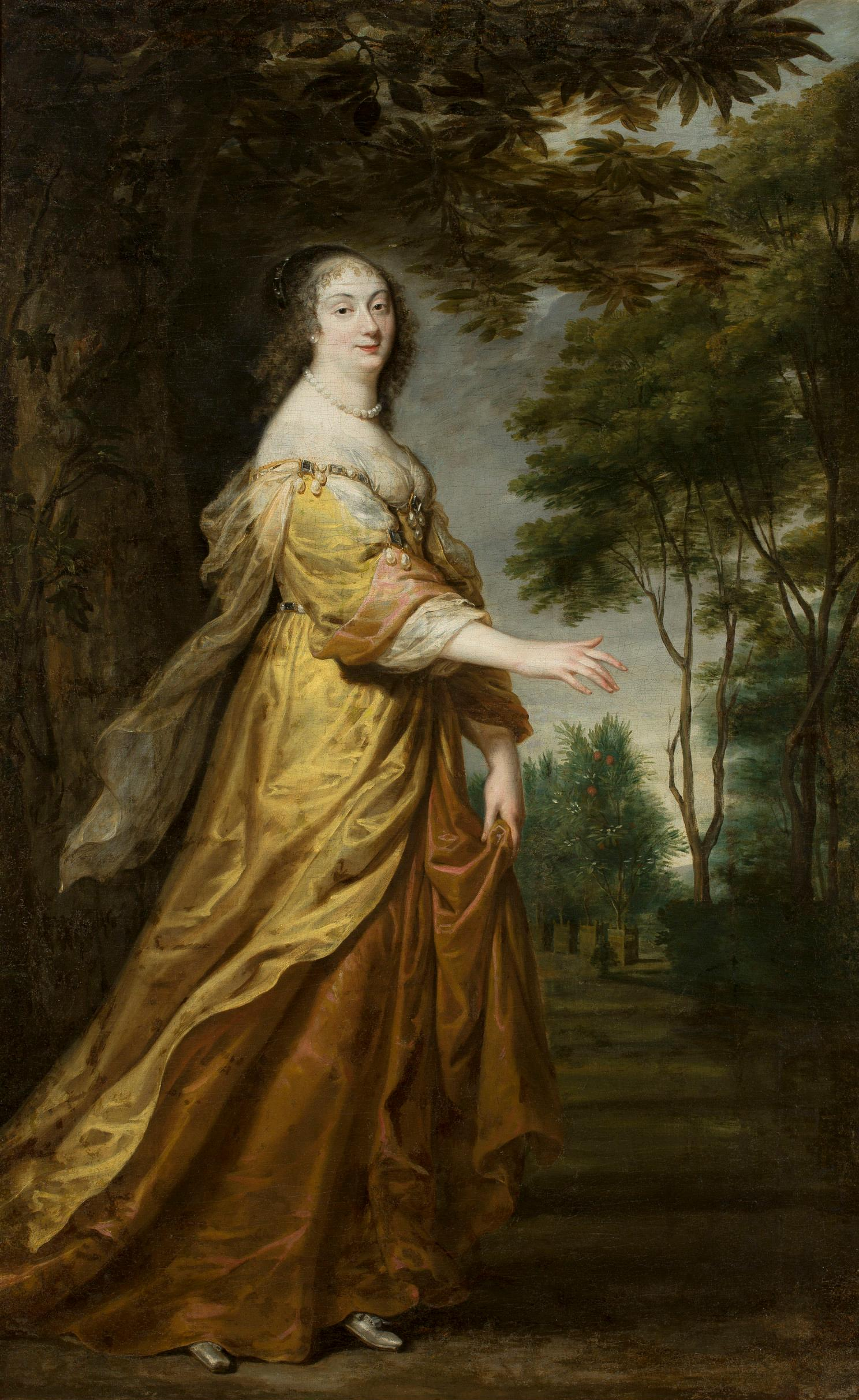
Portret Marii Ludwiki Gonzagi, 1645

Justus van Egmont (ur. 22 września 1601 w Lejdzie, zm. 8 stycznia 1674 w Antwerpii) – flamandzki malarz epoki baroku.
Był uczniem Gaspara van den Hoecke, w latach 1618–1628 współpracował z Paulem Rubensem, uczestnicząc w realizacji niektórych jego projektów. Ok. 1628 wyjechał do Paryża, gdzie zdobył uznanie jako portrecista, malując członków rodziny królewskiej i arystokrację. Był współzałożycielem i członkiem Académie Royale de Peinture et de Sculpture, wydawał też ryciny. Po powrocie do ojczyzny pracował w Brukseli i Antwerpii, nadal zajmował się malowaniem portretów, projektował też tapiserie dla warsztatów brukselskich.
Na twórczość Egmonta wpływ mieli mistrzowie flamandzcy, tacy jak Rubens i van Dyck oraz twórcy francuscy. Jego portrety charakteryzują się wyrafinowanym stylem i elegancją. Projekty gobelinów zwykle nawiązują do tematyki starożytnej i odznaczają się rozmachem i pełnym ekspresji barokowym patosem (m.in. Historia Aureliana z 1665).
W zbiorach Muzeum Narodowego w Warszawie znajduje się obraz Portret Marii Ludwiki Gonzagi, późniejszej królowej Polski i żony dwóch polskich królów: Władysława IV i Jana II Kazimierza.